# Сцены в середине и после титров в киновселенной Marvel
Сцены в середине и после титров используются в различных проектах медиафраншизы «Кинематографическая вселенная Marvel» (КВМ) с самого начала франшизы, начиная с фильма «Железный человек» (2008). Использование таких сцен в целом изменило ожидания кинозрителей и получило как похвалу, так и критику. Отдельные сцены широко обсуждались, оценивались и подвергались критике. В некоторых случаях в фильмах КВМ имеется несколько сцен в середине и после титров, а в телесериалах КВМ они использовались после некоторых эпизодов. Учитывая фильм «Дэдпул и Росомаха» (2024), в КВМ были показаны 82 сцены после титров в 46 проектах.

## История
Первая сцена после титров с участием персонажей Marvel Comics произошла до КВМ, в фильме «Люди Икс: Последняя битва» (2006), в котором Чарльз Ксавьер / Профессор Икс оказался жив после очевидной смерти от рук Феникса. Это было описано как «первая сцена после титров Marvel».
В КВМ широко используются сцены в середине и после титров (часто и то, и другое), которые обычно служат тизером для будущего фильма Marvel Studios. Например, сцена после титров фильма «Железный человек 2» (2010) показывает, как агент организации «Щ.И.Т.» Фил Колсон находит Мьёльнир на дне кратера в пустыне Нью-Мексико, тем самым намекая на выпуск фильма «Тор» в следующем году; в сцене после титров фильма «Первый мститель: Другая война» (2014) появляются персонажи Пьетро и Ванда Максимофф, которые присоединяются к франшизе в фильме «Мстители: Эра Альтрона» (2015). В других случаях эти сцены в середине и после титров служат в основном для шуток, например, сцена после титров фильма «Мстители» (2012), в которой команда ест шаурму в полуразрушенном ресторане после кульминационной битвы фильма, или фильма «Человек-паук: Возвращение домой» (2017), в котором Капитан Америка учит зрителей терпению.
В фильме «Невероятный Халк» (2008) фактически нет сцены после титров; однако в качестве неё часто рассматривается финальная сцена, в которой Тони Старк подходит в баре к Таддеусу Россу. В фильме «Мстители: Финал» (2019) также нет сцены после титров, вместо этого титры заканчиваются звуком лязга металла, впервые использованным в фильме «Железный человек». В дополнение к таким сценам, прикреплённым к фильмам, в большинстве телесериалов КВМ были сцены после титров, как правило, после финального эпизода сериала. Повсеместное распространение сцен после титров в фильмах КВМ было настолько велико, что продюсеры телевизионного специального выпуска «Ночной оборотень» (2022) сочли необходимым защищать отсутствие такой сцены, отметив, что финальная сцена самого спецвыпуска по ощущениям очень похожа на типичную сцену, и что герои не знают, что их ждёт в будущем.

## Описание сцен
В следующей таблице представлены сцены из фильмов, короткометражных фильмов, телесериалов, короткометражных мультфильмов и телевизионных специальных выпусков, созданных Marvel Studios, и они расположены в хронологическом порядке по дате первоначального выпуска.
Список индикаторов
- OS указывает на короткометражные фильмы Marvel One-Shots.
- SH указывает на короткометражные мультфильмы.
- SP указывает на телевизионные спецвыпуски.

### Первая фаза
| Год  | Название фильма      | Описание сцены (сцен) |
| ---- | -------------------- | --- |
| 2008 | «Железный человек»   | Директор организации «Щ.И.Т.» Ник Фьюри навещает Тони Старка в его доме, чтобы обсудить инициативу «Мстители». |
| 2010 | «Железный человек 2» | В сцене, взятой из фильма «Тор», агент организации «Щ.И.Т.» Фил Колсон сообщает Фьюри об обнаружении Мьёльнира на дне кратера в пустыне в Нью-Мексико.                                                                       |
| 2011 | «Тор»                | Эрика Селвига отправляют на объект организации «Щ.И.Т.», где Фьюри просит его изучить Тессеракт, который, по словам Фьюри, может обладать невероятной силой. Невидимый Локи побуждает Селвига согласиться, и он соглашается. |
| 2011 | «Первый мститель»    | В сцене, взятой из фильма «Мстители», Стив Роджерс разговаривает с Фьюри в спортзале об инициативе «Мстители». |
| 2012 | «Мстители»           | Другой сообщает своему хозяину, Таносу, о провале вторжения на Землю и о Мстителях. |
| 2012 | «Мстители»           | Измученные последствиями битвы за Нью-Йорк, Мстители молча едят шаурму в полуразрушенном ресторане. |
| 2012 | «Образец 47» OS      | Клэр Уайз крутится в офисном кресле в штаб-квартире организации «Щ.И.Т.». |

### Вторая фаза
| Год  | Название фильма                 | Описание сцены (сцен) |
| ---- | ------------------------------- | --- |
| 2013 | «Железный человек 3»            | Старк рассказывает свою историю Брюсу Бэннеру, однако тот засыпает ещё в самом начале. Бэннер просыпается, и Старк снова начинает рассказывать историю.                                  |
| 2013 | «Агент Картер» OS               | Дум-Дум Дуган сидит у бассейна с Говардом Старком, восхищаясь двумя женщинами в недавно созданных бикини.                                                                                |
| 2013 | «Тор 2: Царство тьмы»           | Вольштагг и Сиф относят Камень Реальности Танелииру Тивану / Коллекционеру. После того, как пара уходит, Тиван проявляет интерес к оставшимся пяти Камням.                               |
| 2013 | «Тор 2: Царство тьмы»           | Тор возвращается на Землю и воссоединяется с Джейн Фостер, затем сцена меняется, чтобы показать морозного монстра, который всё ещё бродит по Лондону.                                    |
| 2014 | «Да здравствует король» OS      | В тюрьме Джастин Хаммер жалуется на Тревора Слэттери и рассказывает о параллелях между собой и Тони Старком.                                                                             |
| 2014 | «Первый мститель: Другая война» | Вольфганг фон Штрукер и доктор Лист преступной организации «Гидра» видят близнецов Ванду и Пьетро Максимофф, которые находятся под стражей и экспериментируют со своими способностями.   |
| 2014 | «Первый мститель: Другая война» | Баки Барнс посещает собственный мемориал в Смитсоновском институте. |
| 2014 | «Стражи Галактики»              | Малыш Грут танцует под музыку, но только когда Дракс не смотрит на него. |
| 2014 | «Стражи Галактики»              | Коллекционер сидит в своём разрушенном архиве с двумя его живыми экспонатами: космическим псом Космо и уткой Говардом.                                                                   |
| 2015 | «Мстители: Эра Альтрона»        | Разочарованный отсутствием прогресса у его приспешников в сборе Камней Бесконечности, Танос решает добыть всё сам, надевая Перчатку Бесконечности.                                       |
| 2015 | «Человек-муравей»               | Хэнк Пим показывает своей дочери Хоуп ван Дайн прототип костюма Осы. |
| 2015 | «Человек-муравей»               | В сцене, взятой из фильма «Первый мститель: Противостояние», Роджерс и Сэм Уилсон обсуждают, что делать с пойманным Барнсом. Уилсон говорит, что знает «парня», который может им помочь. |

### Третья фаза
| Год  | Название фильма                   | Описание сцены (сцен) |
| ---- | --------------------------------- | --- |
| 2016 | «Первый мститель: Противостояние» | Т’Чалла помещает Барнса в криосон в Ваканде, пока не будет найдено лекарство от программы «Зимний солдат».                                                                                             |
| 2016 | «Первый мститель: Противостояние» | Питер Паркер исследует веб-шутеры, подаренные ему Тони Старком. В процессе этого Питер включает эмблему Человека-паука.                                                                                |
| 2016 | «Доктор Стрэндж»                  | В сцене, взятой из фильма «Тор: Рагнарёк» (2017), доктор Стивен Стрэндж в Санктум Санкторуме спрашивает Тора о причине пребывания Локи на Земле.                                                       |
| 2016 | «Доктор Стрэндж»                  | Карл Мордо приходит к Джонатану Пэнгбэрну и забирает его магию, заявляя, что на Земле «слишком много колдунов».                                                                                        |
| 2017 | «Стражи Галактики. Часть 2»       | Краглин Обфонтери пытается управлять Яка-стрелой Йонду Удонты, однако в процессе ранит Дракса. |
| 2017 | «Стражи Галактики. Часть 2»       | Стакар Огорд и Мартинекс вновь собирают команду с Чарли-27, Алетой Огорд, Мейнфреймом и Кругарром в честь Йонду.                                                                                       |
| 2017 | «Стражи Галактики. Часть 2»       | Аиша представляет Адама Уорлока для совершения мести команде «Стражи Галактики». |
| 2017 | «Стражи Галактики. Часть 2»       | Подросток Грут отказывается убираться в своей комнате после замечаний Питера Квилла. |
| 2017 | «Стражи Галактики. Часть 2»       | Стэн Ли в скафандре рассказывает различные истории Наблюдателям. Внезапно они уходят, и Стэн пытается позвать их обратно, но безуспешно.                                                               |
| 2017 | «Человек-паук: Возвращение домой» | В тюрьме Эдриан Тумс сталкивается с Мак Гарганом и делает вид, что не знает о личности Человека-паука.                                                                                                 |
| 2017 | «Человек-паук: Возвращение домой» | Роджерс в рекламе обращается к зрителям с советом о терпении. |
| 2017 | «Тор: Рагнарёк»                   | Космический корабль Тора сталкивается с кораблём Таноса. |
| 2017 | «Тор: Рагнарёк»                   | На Сакааре свергнутый Грандмастер сталкивается со своими подданными. |
| 2018 | «Чёрная пантера»                  | Т’Чалла выступает в Организации Объединённых Наций, обещая поделиться ресурсами своей страны со всем миром.                                                                                            |
| 2018 | «Чёрная пантера»                  | Баки Барнс выходит из криосна и благодарит Шури за излечение. |
| 2018 | «Мстители: Война бесконечности»   | Ник Фьюри и Мария Хилл едут по городу. Внезапно все вокруг, включая Марию, начинают рассыпаться. Ник Фьюри, используя пейджер, вызывает Кэрол Дэнверс, после чего также рассыпается.                   |
| 2018 | «Человек-муравей и Оса»           | Скотт Лэнг проникает в Квантовый мир и собирает частицы для Эйвы Старр. Контролирующие ход миссии Хэнк Пим, Хоуп и Джанет ван Дайн рассыпаются около фургона.                                          |
| 2018 | «Человек-муравей и Оса»           | Гигантский муравей Лэнга развлекается игрой на барабанах, пока на заднем плане играет система аварийного вещания.                                                                                      |
| 2019 | «Капитан Марвел»                  | На своей базе Мстители обсуждают последствия щелчка Таноса. Пейджер Фьюри отключается, и команда думает, что сигнал приняли. Внезапно позади команды появляется Кэрол Дэнверс с вопросом «Где Фьюри?». |
| 2019 | «Капитан Марвел»                  | Кошка Гуся забирается на стол Ника Фьюри и изрыгает Тессеракт. |
| 2019 | «Человек-паук: Вдали от дома»     | В подделанной видеозаписи Квентин Бек / Мистерио обвиняет Человека-паука в убийстве граждан и раскрывает миру личность Питера Паркера.                                                                 |
| 2019 | «Человек-паук: Вдали от дома»     | Ник Фьюри и Мария Хилл оказываются скруллами — Талосом и Сорен. Они звонят настоящему Нику в космос и сообщают о передаче очков Тони Старка Человеку-пауку. Фьюри сбрасывает трубку и ищет тапки.      |

### Четвёртая фаза
| Год  | Название фильма / сериала                                                  | Описание сцены (сцен) |
| ---- | -------------------------------------------------------------------------- | --- |
| 2021 | «Ванда/Вижн» 7 эпизод: «Breaking the Fourth Wall»                          | Моника Рамбо открывает подвал дома Агаты Харкнесс, но сталкивается с «Пьетро». |
| 2021 | «Ванда/Вижн» 8 эпизод: «Previously On»                                     | Директор организации «М.Е.Ч.» Тайлер Хейворд реактивирует белое оригинальное тело Вижна для нейтрализации Ванды Максимофф. |
| 2021 | «Ванда/Вижн» 9 эпизод: «The Series Finale»                                 | Тайлера Хейворда арестовывают. Агент ФБР, являющаяся скруллом, сообщает Монике Рамбо о друге её матери Марии Рамбо, который ожидает её в космосе. |
| 2021 | «Ванда/Вижн» 9 эпизод: «The Series Finale»                                 | Ванда Максимофф, находясь в астральной форме в отдалённой хижине и изучая книгу «Даркхолд», слышит призывы о помощи своих сыновей из альтернативной реальности. |
| 2021 | «Сокол и Зимний солдат» 5 эпизод: «Truth»                                  | Оскорблённый своим увольнением и мотивированный смертью Лемара Хоскинса, Джон Уокер создаёт свою версию щита Капитана Америки из металлолома и своей медали почёта, раскрашенную в цвет американского флага. |
| 2021 | «Сокол и Зимний солдат» 6 эпизод: «One World, One People»                  | Получив полное помилование, Шэрон Картер вновь поступает на службу в ЦРУ и делает телефонный звонок неизвестному лицу, заявляя, что намерена использовать этот доступ для продажи правительственных секретов и ресурсов. |
| 2021 | «Локи» (1-й сезон) 4 эпизод: «The Nexus Event»                             | Локи, будучи удалённым Равонной Ренслейер, попадает в Пустоту, где встречает свои альтернативные версии. |
| 2021 | «Чёрная вдова»                                                             | После гибели Наташи Романофф на Вормире, Елена Белова встречается с графиней Валентиной Аллегрой де Фонтейн на могиле Романофф и получает задание убить Клинта Бартона, человека, «виновного» по словам Аллегры в гибели Романофф. |
| 2021 | «Что, если…?» (1-й сезон) 9 эпизод: «What If… the Watcher Broke His Oath?» | В альтернативной реальности капитан Пегги Картер и Наташа Романофф находят броню Крушитель «Гидры», внутри которой кто-то находится. |
| 2021 | «Шан-Чи и легенда десяти колец»                                            | Вонг и Шан-Чи обсуждают с Брюсом Бэннером и Кэрол Дэнверс десять колец. Они узнают, что десять колец излучают таинственный сигнал. Вонг говорит Шанг-Чи и Кэти, что им следует пойти домой и отдохнуть, но вместо этого все трое отправляются в караоке, где поют песню «Hotel California».                                                                                         |
| 2021 | «Шан-Чи и легенда десяти колец»                                            | Сюй Сялинь становится новым лидером преступной организации «Десять колец». |
| 2021 | «Вечные»                                                                   | Вечные Тена, Маккари, и Друиг летят на корабле Домо. Внезапно их посещают Эрос, брат Таноса, и его ассистент тролль Пип, и предлагают им свою помощь. |
| 2021 | «Вечные»                                                                   | Дэйн Уитмен открывает старый сундук, доставшийся ему от предков, в котором хранится легендарный клинок из чёрного дерева, в то время как Блэйд, находящийся за кадром, спрашивает его, готов ли он к этому. |
| 2021 | «Соколиный глаз» 6 эпизод: «So This Is Christmas?»                         | Актёрский состав вымышленного мюзикла «Роджерс: Мюзикл» исполняет номер «Save the City». |
| 2021 | «Человек-паук: Нет пути домой»                                             | В продолжении сюжета сцены после титров фильма «Веном 2» (2021) Эдди Брок и его симбиот Веном беседуют с барменом и решают найти Человека-паука, но внезапно возвращаются в свою вселенную благодаря заклинанию Стрэнджа, неосознанно оставив после себя часть симбиота. |
| 2021 | «Человек-паук: Нет пути домой»                                             | В изначальной прокатной версии после финальных титров показан тизер фильма «Доктор Стрэндж: В мультивселенной безумия». - В версии фильма «The More Fun Stuff», выпущенной в сентябре 2022 года, этот трейлер заменён сценой, в которой Бетти Брант рассказывает о последних четырёх учебных годах в школе Мидтауна, причём Питер Паркер отсутствует или скрыт на всех фотографиях. |
| 2022 | «Доктор Стрэндж: В мультивселенной безумия»                                | Стивен Стрэндж прогуливается по Нью-Йорку. Внезапно к нему походит Клеа, которая предупреждает его, что его действия спровоцировали сопряжение, которое он должен помочь остановить. Стрэндж следует за ней в Тёмное измерение. |
| 2022 | «Доктор Стрэндж: В мультивселенной безумия»                                | Продавец пиццы, которого Стрэндж околдовал, заставляя избивать себя в течение трёх недель, показан бьющим себя, пока чары Стрэнджа не заканчиваются. Продавец смеётся и кричит «Закончилось!». |
| 2022 | «Лунный рыцарь» 6 эпизод: «Gods and Monsters»                              | Одержимого богом Амат — Артура Хэрроу забирают из психиатрической больницы и сажают в лимузин. Его встречает бог луны Хонсу и представляет ему Джейка Локли, третью личность Марка Спектра, который убивает его. |
| 2022 | «Мисс Марвел» 1 эпизод: «Generation Why»                                   | После случившегося на AvengersCon агенты Департамента США по ликвидации разрушений (DODC) П. Клири и Сэйди Дивер просматривают видео инцидента с Камалой Хан и решают начать расследование. |
| 2022 | «Мисс Марвел» 6 эпизод: «No Normal»                                        | В сцене, взятой из фильма «Капитан Марвел 2» (2023), Браслет Камалы Хан, дающий ей силу, излучает странное свечение, после чего она внезапно меняется местами с Кэрол Дэнверс. |
| 2022 | «Тор: Любовь и гром»                                                       | Показывается, что Зевс выжил после встречи с Тором и планирует ему отомстить, послав своего сына Геракла убить его. |
| 2022 | «Тор: Любовь и гром»                                                       | После гибели Джейн Фостер попадает в Вальхаллу, где встречает Хэймдалля, который благодарит её за присмотр за его сыном Акселем. |
| 2022 | «Я есть Грут» 5 эпизод: «Magnum Opus» SH                                   | Рисунок Грута показан дрейфующим в космосе. |
| 2022 | «Женщина-Халк: Адвокат» 1 эпизод: «A Normal Amount of Rage»                | Дженнифер Уолтерс притворяется пьяной и с помощью уловки заставляет Бэннера рассказать, что Стив Роджерс потерял девственность во время тура ООО в 1943 году. Дженнифер кричит «Капитан Америка тра…», но тут же начинаются финальные титры. |
| 2022 | «Женщина-Халк: Адвокат» 2 эпизод: «Superhuman Law»                         | Уолтерс использует форму Женщины-Халка, чтобы помогать родителям по дому, например устанавливать телевизор с плоским экраном и переносить большие бутылки с водой. |
| 2022 | «Женщина-Халк: Адвокат» 3 эпизод: «The People vs. Emil Blonsky»            | Настоящая Megan Thee Stallion соглашается стать клиентом Уолтерс, после чего обе танцуют тверк. |
| 2022 | «Женщина-Халк: Адвокат» 4 эпизод: «Is This Not Real Magic?»                | Вонг и Мэдисинн смотрят телевизор и обсуждают алкогольные напитки. |
| 2022 | «Женщина-Халк: Адвокат» 9 эпизод: «Whose Show Is This?»                    | Эмиль Блонски, возвращённый в тюрьму за то, что нарушил условия условно-досрочного освобождения, приняв форму Мерзости, перемещается с Вонгом в Камар-Тадж. |
| 2022 | «Чёрная пантера: Ваканда навеки»                                           | Шури отправляется на Гаити, где сжигает свой погребальный костюм, наконец-то позволив себе скорбеть и оплакивать Т’Чаллу. Там на пляже она встречает Накию и узнаёт, что у Накии и Т’Чаллы есть сын Туссен, которого Накия воспитывает в тайне, вдали от давления трона. Туссен сообщает, что его вакандское имя — Т’Чалла.                                                         |
| 2022 | «Стражи Галактики: Праздничный спецвыпуск» SP                              | Ракета и собака Космо украшают Грута как рождественскую ёлку; Грут роняет руки, в результате чего украшения падают, и Космо говорит, что Грут испортил Рождество. Ракета ломает четвёртую стену и говорит, что теперь им придётся сделать ещё один специальный выпуск. |

### Пятая фаза
| Год  | Название фильма / сериала                                                               | Описание сцены (сцен) |
| ---- | --------------------------------------------------------------------------------------- | --- |
| 2023 | «Человек-муравей и Оса: Квантомания»                                                    | В неизвестном месте трое альтернативных версий Канга Завоевателя — Иммортус, Алый Центурион и Рамма-Тут, обсуждают его гибель. Иммортус, глядя на разветвляющиеся временные линии, заявляет, что необходимо остановить жителей Мультивселенной, так как они могут разрушить всё, что они построили. После чего он начинает собирать все альтернативные версии Канга, образуя «Совет Кангов». |
| 2023 | «Человек-муравей и Оса: Квантомания»                                                    | В сцене, взятой из 3 эпизода 2 сезона сериала «Локи» (2021—2023), Локи и агент Мобиус М. Мобиус находят в 1893 году ещё одного варианта Канга по имени Виктор Таймли. |
| 2023 | «Стражи Галактики. Часть 3»                                                             | Новые Стражи — Ракета, взрослый Грут, Космо, Краглин Обфонтери, Адам Уорлок, Шаблон:Нп-3 (одна из спасённых детей) и питомец Адама Блёрп — выполняют новое задание, обсудив перед этим любимые песни из коллекции Квилла. |
| 2023 | «Стражи Галактики. Часть 3»                                                             | Квилл, вернувшись на Землю, завтракает со своим дедом, Джейсоном Квиллом. |
| 2023 | «Я есть Грут» 3-й эпизод: «Grootʼs Snow Day» SH                                         | После битвы со снеговиком Малыш Грут пробует приготовленное до битвы кофе. Он оказывается горячим, и Малыш Грут выкидывает его, попав им в Ракету. |
| 2023 | «Локи» (2-й сезон) 1-й эпизод: «Ouroboros»                                              | Сильвия появляется из временной двери на альтернативной версии Земли в 1982 году в городе Оклахома и отправляется в ресторан McDonald’s, где говорит, что хочет попробовать всё, что у них есть. |
| 2023 | «Капитан Марвел 2»                                                                      | Моника Рамбо после закрытия изнутри червоточины в параллельную вселенную приходит в сознание в неизвестном месте, где встречает альтернативную версию своей матери Марии Рамбо, не признающую в ней свою дочь, и члена команды «Люди Икс» — Хэнка Маккоя / Зверя. |
| 2023 | «Что, если…?» (2-й сезон) 4-й эпизод: «What If… Iron Man Crashed Into the Grandmaster?» | Грандмастер, будучи расплавленным, просит Топаз помочь ему собраться обратно. |
| 2024 | «Эхо» 5-й эпизод: «Maya»                                                                | После битвы с Майей Лопес в Алабаме Уилсон Фиск / Кингпин на пути в Нью-Йорк созывает всех руководителей. После этого он включает звук в новостях и узнаёт о выборах мэра Нью-Йорка. |
| 2024 | «Дэдпул и Росомаха»                                                                     | Чтобы очистить своё имя за смерть Джонни Шторма / Факела от рук Кассандры Новы, Уэйд Уилсон / Дэдпул показывает зрителям видеозапись, на которой во время транспортировки их в убежище Факел обзывает Кассандру теми же словами, которые Уэйд повторил перед ней лично. |
| 2025 | «Капитан Америка: Новый мир»                                                            | Сэм Уилсон / Капитан Америка приходит к Сэмюэлю Стернсу / Лидеру в тюрьму «Рафт» и тот предупреждает Уилсона о грядущем противостоянии с другими вселенными. |
| 2025 | «Громовержцы*»                                                                          | Алексей Шостаков / Красный Страж рекомендует женщине в магазине купить хлопья с изображением Новых Мстителей. |
| 2025 | «Громовержцы*»                                                                          | «Новые Мстители» обсуждают кризис в космосе и получают сигнал о вхождении в атмосферу Земли межпространственного корабля с эмблемой в виде большой синей четвёрки. |
| 2025 | «Железное сердце» 6-й эпизод: «The Past Is the Past»                                    | Паркер Роббинс заходит в магазин сладостей к Зельме Стэнтон и просит её о помощи, говоря, что ему нужна магия. |

### Шестая фаза
| Год  | Название фильма / сериала              | Описание сцены (сцен) |
| ---- | -------------------------------------- | --- |
| 2025 | «Фантастическая четвёрка: Первые шаги» | Спустя четыре года после победы над Галактусом Сью Шторм заканчивает читать Франклину книгу и ненадолго покидает его, а когда возвращается, то видит мужчину в зелёном плаще и металлической маске. |

## Реакция
КВМ была описана как «сделавшая сцену после титров обычным явлением» и как медиа, которое «использует их с наибольшим эффектом» и как «перевернувшая ожидания кинозрителей относительно того, когда фильм заканчивается». Сцены после титров часто содержат юмор или пасхальные яйца, отсылающие к вопросам от значимых до малоизвестных, которые могут заинтересовать поклонников проектов. Питер Каллен Брайан «исследует взаимодействие внутри современных супергеройских блокбастеров, которое даёт гику определённую социальную власть: Использование Marvel сцен после титров свидетельствует о более широком процессе, создавая ритуал, который проводят фанаты, интерпретирующие сцену для непосвящённых». В КВМ эти сцены часто «намекают на будущие сюжетные линии и персонажей, которые появятся в будущем».
Сцены после титров также часто использовались в КВМ для освещения новых релизов, которые всё ещё ожидаются на момент выхода проектов, содержащего сцену после титров, и эта практика критиковалась как снижающая важность фильмов, к которым эти сцены прилагаются. Такие сцены также критикуются на том основании, что они подменяют значимые концовки фильмов дешёвыми приколами; в рецензии в The Guardian говорилось, что «если вы не можете найти способ включить её в настоящий фильм, а не разрушить его послевкусие, возможно, она не должна была быть там». Рецензия 2022 года в журнале Total Film отметила, что «недавняя волна сцен после титров Marvel, похоже, не ведёт ни к одному известному сиквелу, вместо этого предлагая разрозненный подход к будущему».
В сцене после титров финального эпизода телесериала КВМ «Соколиный глаз» (2021) «So This Is Christmas?» показан актёрский состав вымышленного мюзикла «Роджерс: Мюзикл», исполняющий номер «Save the City», впервые увиденный в более коротком форме в премьерном эпизоде. На сегодняшний день это была самая длинная сцена после титров любого проекта КВМ, которая длилась более четырёх минут, и была воспринята фанатами с резко разделившимися мнениями, поскольку не продвигала сюжетную линию КВМ. Фильм «Стражи Галактики. Часть 2» (2017) и телесериал «Женщина-Халк: Адвокат» (2022) являются проектами с наибольшим количеством сцен после титров — их пять, причём в сериале «Женщина-Халк: Адвокат» они присутствуют в первых четырёх эпизодах и финальном эпизоде.
Веб-сайт Collider составил рейтинг самых запоминающихся сцен в КВМ, которые первоначально были показаны в мае 2021 года. В пятёрку лучших вошли сцены фильмов «Железный человек» (2008), «Мстители» (2012), «Первый мститель» (2011) и «Первый мститель: Другая война» (2014).

## Персонажи Marvel Comics вне КВМ
В ряде фильмов, телесериалов и других медиа, не относящихся к КВМ, но в которых фигурируют персонажи из Marvel Comics, также были сцены после титров. В некоторых случаях связь между этими проектами размывается, потому что персонажи позже появились в КВМ, или потому что сами сцены связаны с событиями в КВМ.

### Фильмы Marvel за пределами КВМ
В фильме «Люди Икс: Последняя битва» (2006) показано, что Чарльз Ксавьер оказался жив после очевидной смерти от рук Феникса в фильме. Screen Rant описал это как «первую сцену после титров Marvel» и отметил, что это одна из нескольких значительных сцен после титров, которые не были раскрыты в более поздних фильмах.
В сцене после титров фильма «Дэдпул» (2016) главный герой появляется в халате и говорит аудитории, что фильм окончен — идентично сцене после титров в комедии «Феррис Бьюллер берёт выходной» (1986), а также говорит: «Что? Вы ожидаете, что Сэм Джексон появится с повязкой на глазу?», ссылаясь на появление Ника Фьюри в сцене после титров фильма «Железный человек» (2008). Дэдпул также объявляет зрителям, что в сиквеле появится Кейбл.
В фильме Вселенной Человека-паука от Sony «Веном 2» (2021) Эдди Брок и Веном решают отправиться в тропический отпуск, чтобы обдумать свои дальнейшие действия. Когда Веном рассказывает Броку о том, что симбиоты знают о других вселенных, ослепительный свет переносит их из номера в другую комнату, где они наблюдают, как Джей Джона Джеймсон рассказывает по телевидению о личности Человека-паука как Питера Паркера, как это было ранее показано в фильме «Человек-паук: Вдали от дома» (2019). Точно также в фильме «Морбиус» (2022) первая сцена в середине титров показывает, как Эдриан Тумс оказывается во вселенной Майкла Морбиуса, а во второй Тумс прилетает к Морбиусу в своём костюме, предлагая ему сформировать команду против Человека-паука.

### Другие проекты за пределами КВМ
В компьютерной игре Lego Marvel’s Avengers (2016), в основном основанной на сюжете фильмов «Мстители» (2012) и «Мстители: Эра Альтрона» (2015), во время титров есть ряд сцен, вдохновлённых КВМ. Первая сцена пародирует сцену в середине титров из фильма «Мстители», но с Таносом, играющим на различных кассетах «Улётный микс». Вторая сцена пародирует сцену после титров из этого фильма, где Мстители сидят за столиком в ресторане, а Халк копит доступную еду. Третья сцена показывает Стэна Ли в роли уборщика, убирающего последствия нападения Альтрона на Башню Мстителей в фильме «Мстители: Эра Альтрона» (2015). Он поднимает Мьёльнир и случайно вызывает вспышку молнии. Четвёртая и последняя сцена пародирует сцену в середине титров этого фильма, где Танос достаёт Перчатку Бесконечности из стиральной машины.
Короткометражка Disney+ «Добро, Барт и Локи» (2021) с участием Симпсонов и связанная с первым сезоном сериала «Локи», включает сцену в середине титров, в которой Локи, замаскированный под Мо Сизлака, раздаёт посетителям таверны Мо бесплатные напитки. В двух сценах после титров Ральф Виггам в роли Халка разбивает Локи о пол, как в сцене фильма «Мстители», при этом Локи стоит перед Равонной Ренслейер в организации «Управление временными изменениями», где она признаёт его виновным в различных преступлениях, таких как переход к Вселенной Симпсонов. В обзоре отмечается, что эта сцена «высмеивает сцены после титров КВМ расширенным набором роликов, который скрывает хорошую пару отсылок».